# Уялинский сельский округ (Западно-Казахстанская область)
Уялинский сельский округ — административно-территориальное образование в Бокейординском районе Западно-Казахстанской области.

## Административное устройство
1. село Уялы
2. село Кеной
3. село Науша (ликвидировано в 2013 году)